# Homestead-Miami Speedway
Der Homestead-Miami Speedway ist eine Rennstrecke in Homestead im US-Bundesstaat Florida, südwestlich von Miami. Auf dem Kurs werden jährlich Rennen der NASCAR Cup Series, Xfinity Series und Craftsman Truck Series ausgetragen.

## Geschichte
Der Speedway wurde dank des Einsatzes von Promoter Ralph Sanchez als Teil des Wiederaufbauplans für Homestead nach Zerstörungen durch Hurrikan Andrew konstruiert. Die Bauarbeiten begannen am 24. August 1993, weniger als einem Jahr nach dem Hurrikan. Die Eröffnung war im November 1995 mit einem Rennen der NASCAR Nationwide Series. Im Frühjahr 1996 veranstaltete die Champ-Car-Serie ihr erstes Rennen auf dieser Strecke.
Die Anlage gilt als eine der schönsten in den USA. Obwohl sie südwestlich von Miami liegt, reflektiert die Rennstrecke den Art-déco-Bezirk von Miami mit der großzügigen Nutzung von Farben wie Cyan, Purpur und Silber.
Bei seiner Eröffnung entsprach sein Layout dem des Indianapolis Motor Speedway mit seinen vier Kurven und rechteckigem Oval. Die engen, flachen Kurven und Kurvensockel erschwerten das Überholen und verringerten die Geschwindigkeiten. Die Streckengeometrie sorgte zudem für ungünstige und folgenschwere Einschlagwinkel bei Unfällen. Im Jahre 1996 versuchte das Management diese Probleme zu korrigieren, in dem die Kurven und Sockel um etwa 8 Meter verbreitert wurden. Im Sommer 1997 wurde für 8,2 Mio. US-Dollar das komplette Streckenlayout rekonfiguriert, bei dem das Quad-Oval in ein traditionelles, durchgehendes Oval verändert wurde.
Im Jahre 2003 fand erneut eine Rekonfiguration der Strecke statt. Die sehr flachen Kurven wurden zu steilen Kurven mit einer variablen Überhöhung umgebaut. Kurze Zeit später kam eine Beleuchtung hinzu, die Nachtrennen erlaubt. Die Umbau- und Renovierungsarbeiten kamen bei den Fans gut an und sorgten für einige knappe Rennentscheidungen. Durch die variable Überhöhung liegt die Ideallinie bei nachlassenden Reifen unmittelbar an der Mauer, was mit Blick auf die hier stattfindende Meisterschafts-Entscheidung der drei NASCAR-Serien zu einem Interessenkonflikt zwischen schneller Zeit und dem Risiko das Auto bei einer Mauerberührung zu beschädigen, führt.
Am 26. März 2006 ereignete sich ein folgenschwerer Unfall des IndyCar-Series-Piloten Paul Dana beim Warm-up-Training zum Saisonauftakt, als er bei über 346 km/h mit Ed Carpenter zusammenstieß. Sein Tod war der erste nach etwa zweieinhalb Jahren, als Tony Renna im Oktober 2003 auf dem Indianapolis Motor Speedway ums Leben kam. Zuvor waren John Nemechek in einem Craftsman Truck-Rennen im März 1997 und Jeff Clinton in einem Grand Am-Sportwagen im März 2002 auf dem Speedway ums Leben gekommen.

## Verfügbare Kurse
Durchgezogene graue Linien stellen einen alternativen Streckenverlauf dar, unterbrochene graue Linien repräsentieren andere Kurse.

Speedway
Road-Parcours
Hybrid-Kurs – offizielle Bezeichnung: „Modified Road Course“

## Rekorde
| Rekord                            | Jahr | Datum        | Fahrer             | Hersteller    | Zeit        | Durchschnittsgeschwindigkeit (mph) |
| --------------------------------- | ---- | ------------ | ------------------ | ------------- | ----------- | ---------------------------------- |
| NASCAR Sprint Cup                 |      |              |                    |               |             |                                    |
| Qualifying                        | 2003 |              | Jamie McMurray     | Dodge         | 29,816      | 181,111                            |
| Rennen (400 Meilen)               | 1999 | 14. November | Tony Stewart       | Pontiac       | 2:51:14     | 140,335 (Vor Rekonfiguration)      |
| NASCAR Xfinity Series             |      |              |                    |               |             |                                    |
| Qualifying                        | 2004 |              | Casey Mears        |               | 30,348      | 177,936                            |
| Rennen (300 Meilen)               | 2001 | 10. November | Joe Nemechek       |               | 2:16:10     | 132,191 (Vor Rekonfiguration)      |
| NASCAR Camping World Truck Series |      |              |                    |               |             |                                    |
| Qualifying                        | 2007 |              | Jon Wood           |               | 31,180      | 173,188                            |
| Rennen (200 Meilen)               | 2002 | 15. November | Ron Hornaday Jr.   |               | 1:30:30     | 133,260 (Vor Rekonfiguration)      |
| IZOD IndyCar Series               |      |              |                    |               |             |                                    |
| Qualifying                        | 2006 | 25. März     | Sam Hornish junior | Dallara/Honda | 24,462      | 218,539                            |
| Rennen (300 Meilen)               | 2006 | 26. März     | Dan Wheldon        | Dallara/Honda | 1:46:15,530 | 167,730                            |